# Football Club Matera 2010-2011
Questa voce raccoglie le informazioni riguardanti il Football Club Matera nelle competizioni ufficiali della stagione 2010-2011.

## Rosa
| N. |                   | Ruolo | Calciatore         |
| -- | ----------------- | ----- | ------------------ |
| -  | Italia (bandiera) | P     | Alessandro Lorello |
| -  | Italia (bandiera) | P     | Francesco Musacco  |
| -  | Italia (bandiera) | D     | Gaetano Calà       |
| -  | Italia (bandiera) | D     | Domenico Di Fusco  |
| -  | Italia (bandiera) | D     | Giuseppe Donnadio  |
| -  | Italia (bandiera) | D     | Dario Fedi         |
| -  | Italia (bandiera) | D     | Giacomo Malquori   |
| -  | Italia (bandiera) | D     | Marco Manetta      |
| -  | Italia (bandiera) | D     | Marco Villagatti   |
| -  | Italia (bandiera) | C     | Gianluca Capolei   |
| -  | Italia (bandiera) | C     | Daniele Cirillo    |
| -  | Italia (bandiera) | C     | Fabrizio Lo Sicco  |
| -  | Italia (bandiera) | C     | Loris Lorini       |

| N. |                   | Ruolo | Calciatore           |
| -- | ----------------- | ----- | -------------------- |
| -  | Italia (bandiera) | C     | Fabiano Miraglia     |
| -  | Italia (bandiera) | C     | Girolamo Provenzano  |
| -  | Italia (bandiera) | C     | Giovanni Scarpato    |
| -  | Italia (bandiera) | C     | Francesco Stella     |
| -  | Togo (bandiera)   | A     | Mohamed Alassani     |
| -  | Italia (bandiera) | A     | Cristiano Ancora     |
| -  | Italia (bandiera) | A     | Antonio Del Sorbo    |
| -  | Italia (bandiera) | A     | Loris Formuso        |
| -  | Italia (bandiera) | A     | Luca Giannone        |
| -  | Italia (bandiera) | A     | Angelo Logrieco      |
| -  | Italia (bandiera) | A     | Davide Manieri       |
| -  | Italia (bandiera) | A     | Fortunato Spilabotte |

## Risultati

### Campionato

#### Girone di andata
| 29 agosto 2010 1ª giornata | Matera | 1 – 1 | Latina |  |

| 5 settembre 2010 2ª giornata | Vigor Lamezia | 1 – 0 | Matera |  |

| 12 settembre 2010 3ª giornata | Matera | 3 – 0 | Fondi |  |

| 19 settembre 2010 4ª giornata | Melfi | 1 – 1 | Matera |  |

| 26 settembre 2010 5ª giornata | Catanzaro | 0 – 0 | Matera |  |

| 3 ottobre 2010 6ª giornata | Matera | 2 – 0 | Brindisi |  |

| 10 ottobre 2010 7ª giornata | Vibonese | 0 – 1 | Matera |  |

| 24 ottobre 2010 8ª giornata | Matera | 1 – 2 | Milazzo |  |

| 31 ottobre 2010 9ª giornata | Campobasso | 1 – 0 | Matera |  |

| 7 novembre 2010 10ª giornata | Matera | 1 – 1 | Avellino |  |

| 14 novembre 2010 11ª giornata | Neapolis | 1 – 2 | Matera |  |

| 28 novembre 2010 12ª giornata | Matera | 2 – 2 | Pomezia |  |

| 5 dicembre 2010 13ª giornata | Aversa Normanna | 5 – 0 | Matera |  |

| 12 dicembre 2010 14ª giornata | Matera | 2 – 1 | Trapani |  |

| 19 dicembre 2010 15ª giornata | Isola Liri | 1 – 1 | Matera |  |

#### Girone di ritorno
| 16 gennaio 2011 16ª giornata | Latina | 1 – 1 | Matera |  |

| 23 gennaio 2011 17ª giornata | Matera | 2 – 0 | Vigor Lamezia |  |

| 30 gennaio 2011 18ª giornata | Fondi | 2 – 1 | Matera |  |

| 13 febbraio 2011 19ª giornata | Matera | 1 – 2 | Melfi |  |

| 20 febbraio 2011 20ª giornata | Matera | 0 – 1 | Catanzaro |  |

| 27 febbraio 2011 21ª giornata | Brindisi | 0 – 1 | Matera |  |

| 6 marzo 2011 22ª giornata | Matera | 1 – 1 | Vibonese |  |

| 13 marzo 2011 23ª giornata | Milazzo | 1 – 2 | Matera |  |

| 27 marzo 2011 24ª giornata | Matera | 1 – 1 | Campobasso |  |

| 3 aprile 2011 25ª giornata | Avellino | 0 – 6 | Matera |  |

| 10 aprile 2011 26ª giornata | Matera | 2 – 0 | Neapolis |  |

| 17 aprile 2011 27ª giornata | Pomezia | 0 – 0 | Matera |  |

| 23 aprile 2011 28ª giornata | Matera | 2 – 0 | Aversa Normanna |  |

| 1º maggio 2011 29ª giornata | Trapani | 0 – 1 | Matera |  |

| 8 maggio 2011 30ª giornata | Matera | 0 – 1 | Isola Liri |  |

### Coppa Italia Lega Pro

#### Girone L
| 15 settembre 2010 1ª giornata                                                   | Andria BAT | 0 – 4                                         | Matera |  |
| \| \| \| \| \| \| Marcatori \| 16’ Calà 33’ Del Sorbo 56’ Stella 84’ Formuso \| |            |                                               |        |  |
|                                                                                 |            |                                               |        |  |
|                                                                                 | Marcatori  | 16’ Calà 33’ Del Sorbo 56’ Stella 84’ Formuso |        |  |

| 18 agosto 2010 2ª giornata                                                                             | Matera    | 4 – 2            | Nocerina |  |
| \| \| \| \| \| Del Sorbo 6’, 60’ Alassani 27’ Perricone 58’ (aut.) \| Marcatori \| 23’, 55’ Catania \| |           |                  |          |  |
| |           |                  |          |  |
| Del Sorbo 6’, 60’ Alassani 27’ Perricone 58’ (aut.)                                                    | Marcatori | 23’, 55’ Catania |          |  |

| 25 agosto 2010 3ª giornata                  | Brindisi  | 1 – 0 | Matera |  |
| \| \| \| \| \| Cejas 92’ \| Marcatori \| \| |           |       |        |  |
|                                             |           |       |        |  |
| Cejas 92’                                   | Marcatori |       |        |  |

| 1º settembre 2010 4ª giornata                               | Matera    | 1 – 1         | Melfi |  |
| \| \| \| \| \| Formuso 87’ \| Marcatori \| 83’ Scarsella \| |           |               |       |  |
|                                                             |           |               |       |  |
| Formuso 87’                                                 | Marcatori | 83’ Scarsella |       |  |

| 8 settembre 2010 5ª giornata |  | – Turno di riposo |  |  |

#### Fase 1 ad eliminazione diretta
| 14 ottobre 2010, ore 15:00 Primo turno          | Matera    | 0 – 1         | Taranto |  |
| \| \| \| \| \| \| Marcatori \| 90’ Colombini \| |           |               |         |  |
|                                                 |           |               |         |  |
|                                                 | Marcatori | 90’ Colombini |         |  |

## Statistiche

### Statistiche di squadra
| Competizione               | Punti | Totale | Totale | Totale | Totale | Totale | Totale |
| Competizione               | Punti | G      | V      | N      | P      | Gf     | Gs     |
| -------------------------- | ----- | ------ | ------ | ------ | ------ | ------ | ------ |
| Lega Pro Seconda Divisione | 36    | 30     | 9      | 10     | 11     | 28     | 38     |
| Coppa Italia Lega Pro      | 7     | 5      | 2      | 1      | 2      | 9      | 5      |

### Statistiche dei giocatori
| Giocatore     | Campionato | Campionato |
| Giocatore     | Pres       | Gol        |
| ------------- | ---------- | ---------- |
| M. Alassani   | 19         | 1          |
| C. Ancora     | 30         | 7          |
| G. Calà       | 16         | 1          |
| G. Capolei    | 28         | 2          |
| D. Cirillo    | 7          | 0          |
| A. Del Sorbo  | 15         | 1          |
| D. Di Fusco   | 27         | 0          |
| G. Donnadio   | 4          | 0          |
| D. Fedi       | 25         | 1          |
| L. Formuso    | 12         | 1          |
| L. Giannone   | 25         | 10         |
| F. Lo Sicco   | 12         | 0          |
| A. Logrieco   | 21         | 2          |
| A. Lorello    | 9          |            |
| L. Lorini     | 14         | 0          |
| G. Malquori   | 17         | 0          |
| M. Manetta    | 17         | 0          |
| D. Manieri    | 1          | 0          |
| F. Miraglia   | 3          | 0          |
| F. Musacco    | 21         |            |
| G. Provenzano | 28         | 0          |
| G. Scarpato   | 12         | 0          |
| F. Spilabotte | 9          | 0          |
| F. Stella     | 15         | 0          |
| M. Villagatti | 24         | 1          |